# Bellum Hispaniense
Il Bellum Hispaniense (in lingua italiana: La guerra Ispanica) è un'opera letteraria latina il cui autore, probabilmente un ufficiale di ambiente cesariano, in passato identificato con Aulo Irzio o Gaio Oppio, entrambi luogotenenti di Gaio Giulio Cesare, è oggi considerato uno sconosciuto. Il contenuto dell'opera fornisce dettagli sulle campagne militari di Cesare nella Spagna romana, scritti anche in sermo vulgaris, il Latino parlato dal popolo: è uno dei pochi casi nella letteratura latina di presenza di un linguaggio così "basso".

## Contenuto
I figli di Pompeo Magno, Gneo e Sesto, si sono acquartierati in Spagna, per tentare un'ultima resistenza contro Cesare, che ha ormai conquistato l'Africa. Malgrado le benemerenze del loro comune padre presso gli Ispanici, risalenti ai tempi della sconfitta di Sertorio (71 avanti Cristo), la popolazione non crede a un loro successo ed è pronta a tradirli, tanto che devono usare metodi drastici per farsi ubbidire. Lo scontro decisivo avviene a Munda, nella Spagna meridionale, il 17 marzo del 45 avanti Cristo: l'esercito pompeiano, ben fortificato su una collina, inizialmente resiste, tanto che Cesare deve incoraggiare personalmente la X Legione. Ma la carica della cavalleria maura risolve la situazione. Muore in battaglia il comandante della cavalleria pompeiana, quel Tito Labieno che era stato braccio destro di Cesare in Gallia e aveva poi disertato all'inizio della guerra civile. Poco dopo Munda, viene ucciso Gneo Pompeo. Cesare può tornare a Roma.